# La Nonne (film, 2005)
Cet article concerne le film de Luis de la Madrid. Pour le film  d'horreur de Corin Hardy, voir La Nonne (film, 2018).
Pour plus de détails, voir Fiche technique et Distribution.
La Nonne (La Monja) est un film espagnol réalisé par Luis de la Madrid, sorti en 2005.

## Synopsis
Elèves dans une école privée, six jeunes femmes subissant les mauvais traitements d'une nonne impitoyable décident d'agir. 17 ans après ces événements, deux d'entre elles sont retrouvées mortes : la nonne est de retour...

## Fiche technique
- Titre original : La Monja
- Titre français : La Nonne
- Réalisation : Luis de la Madrid
- Scénario : Jaume Balagueró et Manu Diez
- Production : Julio Fernández, Brian Yuzna, Kwesi Dickson, Peter Block, Jason Constantine, Carlos Fernández et Antonia Nava
- Sociétés de production : Fantastic Factory et Filmax Group
- Musique : Zacarías M. de la Riva et Luc Suarez
- Photographie : David Carretero
- Montage : Bernat Vilaplana
- Décors : Esterina Zarrillo
- Costumes : Glòria Viguer
- Pays d'origine :  Espagne,  Royaume-Uni
- Format : couleurs - 2,35:1 - Dolby Digital - 35 mm
- Genre : horreur
- Durée : 97 minutes
- Dates de sortie :
  - Espagne : 4 novembre 2005
  - France : 12 mai 2005 (festival de Cannes) ; 11 octobre 2006 (sortie nationale))
- Film interdit aux moins de 12 ans lors de sa sortie en France

## Distribution
- Belén Blanco : Julia
- Oriana Bonet : Eulalia
- Aníta Briem : Eva
- Teté Delgado : Cristy
- Natalia Dicenta : Susana
- Alistair Freeland : Joel
- Manu Fullola : Gabriel
- Paulina Gálvez : Zoe
- Lola Marceli : Mary
- Cristina Piaget : La nonne
- Montse Pla : Joana
- Alessandra Streignard : Bibí
- Ludovic Tattevin : Botones

## Autour du film
- Le tournage s'est déroulé à Barcelone.
- La chanson Do you Cyber? est interprétée par Nadine et Charlie.